# Augusta H. Teller
Augusta Harkányi Teller, také Augusta Maria "Mici" Teller (původně Augusta Maria Schütz-Harkányi, 30. dubna 1909 v Maďarsku – 4. června 2000 v Kalifornii) byla maďarsko-americká vědkyně a počítačová programátorka. Pracovala na rané verzi počítače MANIAC I a napsala první verzi kódu pro tento počítač. Podílela se na vývoji algoritmu Metropolis.

## Mládí a studia
Narodila se v roce 1909 jako Auguszta Mária Harkányi v Maďarsku jako dcera Elly Gabrielly a Ede Harkányi. Její rodiče byli Židé, ale konvertovali ke křesťanství. Všichni ji oslovovali "Mici". Po smrti otce byla ona a její bratr adoptováni svým pěstounem, který jim dal jejich druhé příjmení Schütz.

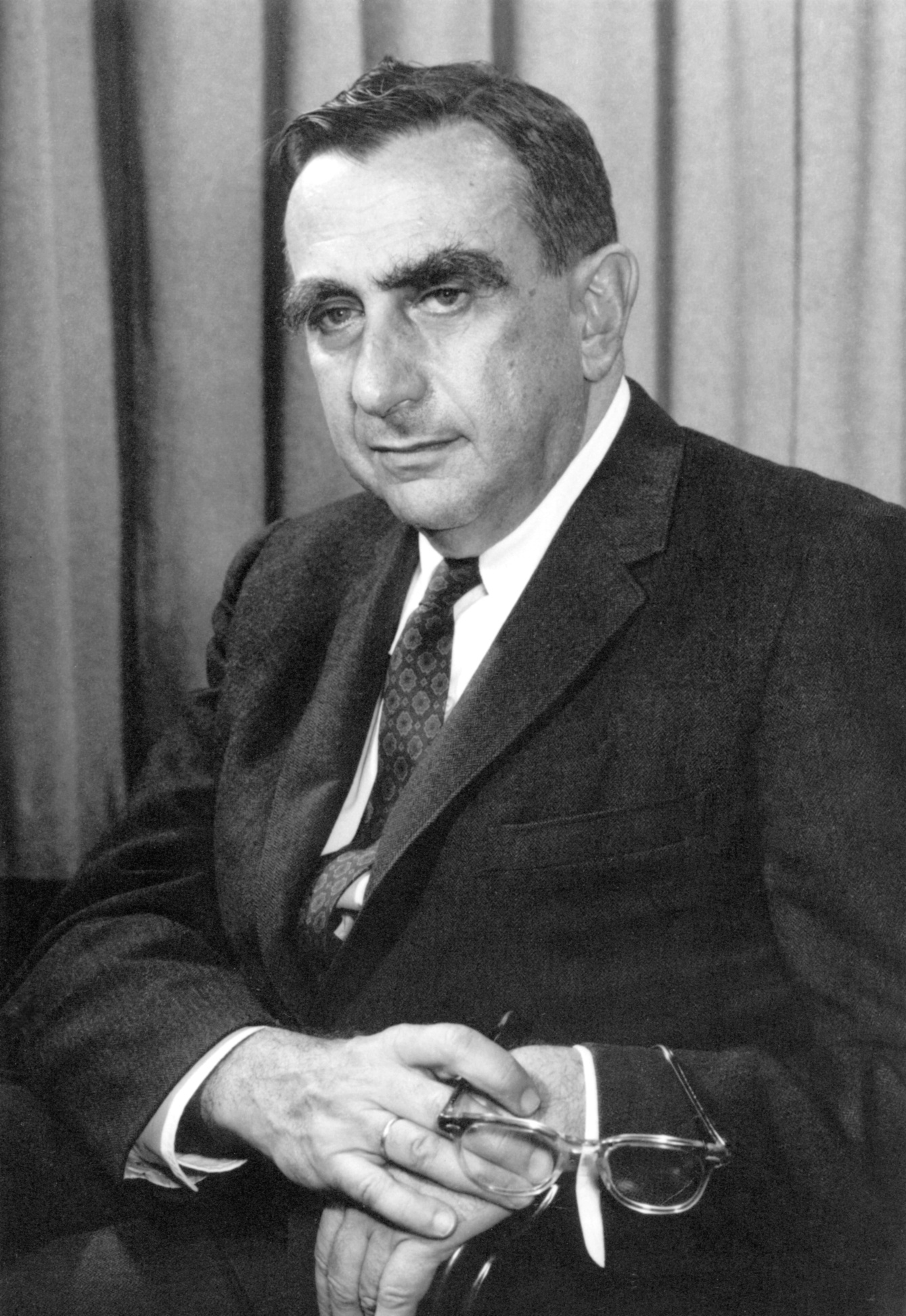
Edward Teller, manžel Mici (1958)

V roce 1931 získala Mici učitelský diplom po studiu matematiky na univerzitě v Budapešti. V letech 1932–1933 strávila dva roky na univerzitě v Pittsburghu se stipendiem na studium sociologie a psychologie. V roce 1933 získala magisterský titul v oboru personální práce.  
Po návratu do Maďarska se 24. února 1934 provdala za svého dlouholetého přítele Edwarda Tellera. V roce 1935 manželé emigrovali do Spojených států, kam je pozval ukrajinský fyzik George Gamow, aby Edward učil na Univerzitě George Washingtona. Americkými občany se stali 6. března 1941. Měli spolu dvě děti, syna Paula (1943) a dceru Susan Wendy (1946). V roce 1944 zemřel její bratr v koncentračním táboře Mauthausen.

## Kariera

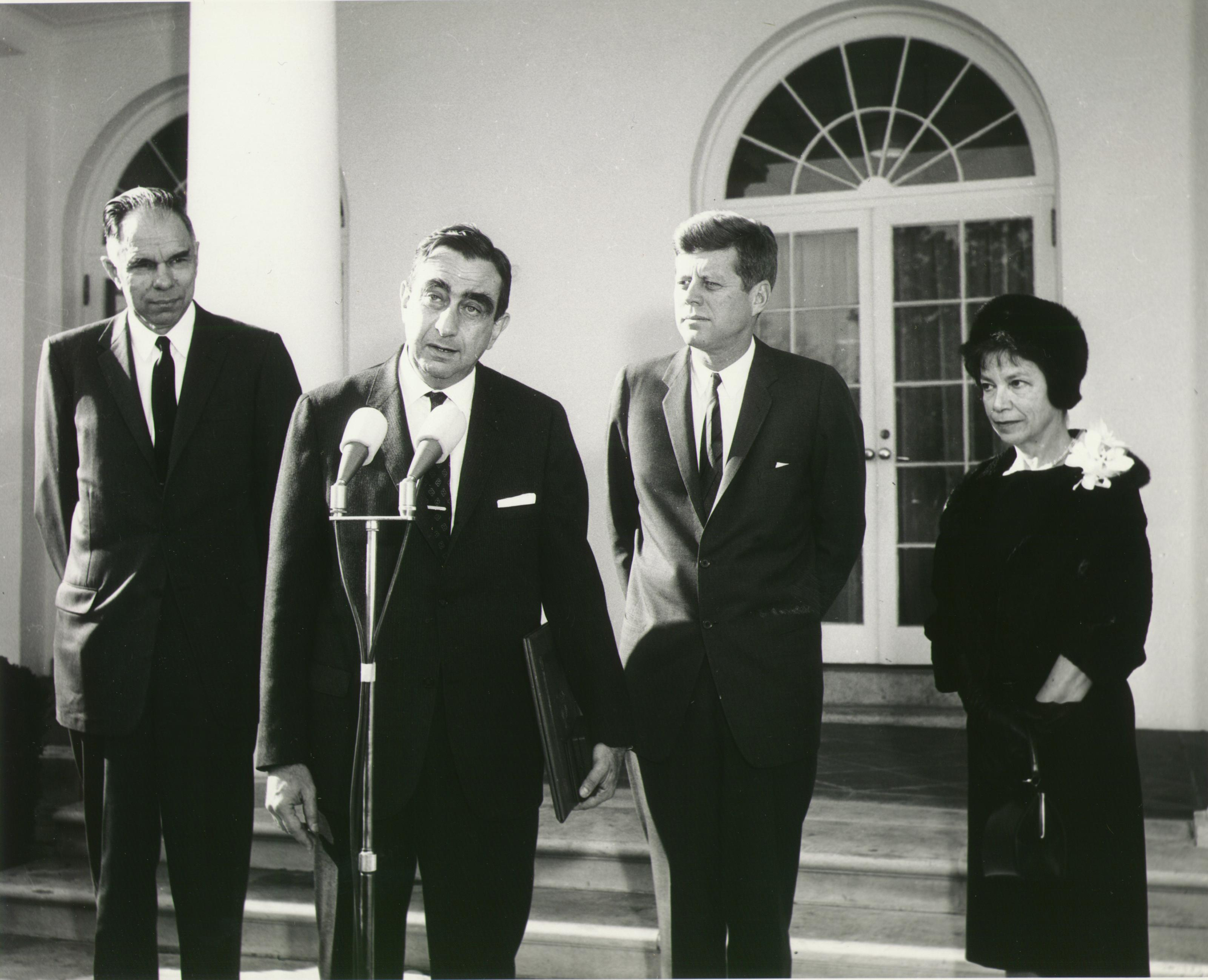
Fermiho cena pro Edwarda Tellera v roce1962. Glenn T. Seaborg, Edward Teller, John F. Kennedy, Augusta H. Teller

V dubnu 1943 se Mici přestěhovala o Los Alamos National Laboratory v Novém Mexiku ke svému muži Edwardovi, který tu byl během druhé světové války důležitým vědcem v projektu Manhattan. Mici tam pracovala na částečný úvazek ve výpočetním oddělení spolu s dalšími manželkami vědců a pracovníků z Los Alamos. Skupina spadala pod teoretickou divizi vedenou fyzikem Hansem Bethem.
V roce 1940 se rodina přestěhovala do Chicaga, aby mohli pracovat v Argonne National Laboratory. Tam Mici pracovala na rané verzi počítače MANIAC I a napsala první verzi kódu pro tento počítač.
V roce 1950 se rodina přestěhovala do Kalifornie. Mici se dočasně vzdala své vědecké kariéry, aby se postarala o svou rodinu. Naopak její manžel Edward Teller se spolu se Stanem Ulamem stal vedoucí osobností vývoje americké vodíkové bomby, jejíž prototyp získal název Teller-Ulamova bomba. V USA je označovaný jako „otec vodíkové bomby“. Teller byl jedním z nejkontroverznějších vědců 20. století, měl velký politický vliv a prosazoval vývoj nových zbraní hromadného ničení a stal se „architektem hvězdných válek“.
V roce 1951 se Mici vrátila do Los Alamos, kde spolupracovala s Nicholasem Metropolisem, Marshallem Rosenbluthem a jeho ženou Arianou Rosenbluth na první praktické aplikaci systému Monte Carlo, statistické metodě vyvinuté Stanisławem Marcinem Ulamem s pomocí Johna von Neumanna. Byla také spoluautorkou prvního článku představujícího simulaci Markovova řetězce Monte Carlo, ačkoli konečný kód použitý v publikaci byl napsán v plném rozsahu Ariannou Rosenbluth. Jejich publikace z roku 1953 "Equation of State Calculations by Very Fast Computing Machines autorů Metropolis" znamenala začátek aplikace metody Monte Carlo při řešení fyzikálních problémů. Metoda popsaná v této publikaci se později stala známou jako algoritmus Metropolis, bezesporu nejznámější a nejpoužívanější algoritmus publikovaný k dnešnímu dni.
Od konce roku 1960 do počátku roku 1970 řídila pilotní projekt Bay Area, stipendijní program pro studenty středních škol, kteří se chtějí věnovat vědě a především matematice.
Mici zemřela 4. června 2000 ve věku 91 let na plicní onemocnění. Její manžel zemřel v roce 2003 ve věku 95 let.